# اکساپینار، عثمانلی
اکساپینار، عثمانلی (به لاتین: Akçapınar, Osmaneli) یک منطقهٔ مسکونی در ترکیه است که در استان بیله‌جک واقع شده است.

## خصوصیات
اکساپینار ۲۹۶ نفر جمعیت دارد.